# Bactrocera mimulus
Bactrocera mimulus är en tvåvingeart som beskrevs av Drew 1989. Bactrocera mimulus ingår i släktet Bactrocera och familjen borrflugor. Inga underarter finns listade.